# Vicejefe de Operaciones Espaciales

Bandera

El vicejefe de Operaciones Espaciales (en inglés: Vice Chief of Space Operations) es el segundo jefe de la Fuerza Espacial de los Estados Unidos.
El cargo fue creado junto a la propia Fuerza Espacial en 2019. El actual vicejefe es el teniente general David D. Thompson, primero en ocupar el cargo. Asumió el 1 de octubre de 2020.